# 763 a.C.

## Eventos
- 15 de junho - Os assírios registram um eclipse solar.[1] Alguns historiadores [quem?] consideram-no como sendo o primeiro registro do caso da humanidade.

## Mortes
- Arguisti I, rei de Urartu
- Arquelau, rei de Esparta